# Bartonville, Illinois
Bartonville är en ort (village) i Peoria County, i delstaten Illinois, USA. Enligt United States Census Bureau har orten en folkmängd på 6 483 invånare (2011) och en landarea på 21,2 km².